# Chi Shu-Ju
Chi Shu-Ju (27 de noviembre de 1982) es una deportista taiwanesa que compitió en taekwondo.
Participó en dos Juegos Olímpicos de Verano en los años 2000 y 2004, obteniendo una medalla de bronce en la edición de Sídney 2000 en la categoría de –49 kg. En los Juegos Asiáticos de 1998 consiguió una medalla de bronce.
Ganó dos medallas en el Campeonato Mundial de Taekwondo en los años 1997 y 1999, y tres medallas en el Campeonato Asiático de Taekwondo entre los años 1996 y 2006.

## Palmarés internacional
| Representando a China Taipéi |                              |                   |           |
| Juegos Olímpicos             |                              |                   |           |
| Año                          | Lugar                        | Medalla           | Categoría |
| 2000                         | Sídney (Australia)           | Medalla de bronce | –49 kg    |
| Campeonato Mundial           |                              |                   |           |
| Año                          | Lugar                        | Medalla           | Categoría |
| 1997                         | Hong Kong (China)            | Medalla de oro    | –47 kg    |
| 1999                         | Edmonton (Canadá)            | Medalla de oro    | –51 kg    |
| Juegos Asiáticos             |                              |                   |           |
| Año                          | Lugar                        | Medalla           | Categoría |
| 1998                         | Bangkok (Tailandia)          | Medalla de bronce | –43 kg    |
| Campeonato Asiático          |                              |                   |           |
| Año                          | Lugar                        | Medalla           | Categoría |
| 1996                         | Melbourne (Australia)        | Medalla de plata  | –43 kg    |
| 1998                         | Ciudad Ho Chi Minh (Vietnam) | Medalla de oro    | –47 kg    |
| 2006                         | Bangkok (Tailandia)          | Medalla de bronce | –55 kg    |